# William Lygon, 7. hrabě Beauchamp
William Lygon, 7. hrabě Beauchamp (William Lygon, 7th Earl Beauchamp, 7th Viscount Elmsley, 7th Baron Beauchamp) (20. února 1872, Londýn, Anglie – 14. listopadu 1938, New York, USA) byl britský státník, dlouholetý předák Liberální strany ve Sněmovně lordů, kde jako hrabě Beauchamp zasedal od roku 1891. Během své dlouholeté kariéry byl mimo jiné guvernérem v Novém Jižním Walesu (1899–1902), v různých funkcích byl poté členem několika britských vlád (1905–1915). Poté byl předním mluvčím liberálů ve Sněmovně lordů, kvůli nařčení z homosexuality opustil své pozice a odešel do exilu, zemřel v USA.

## Kariéra

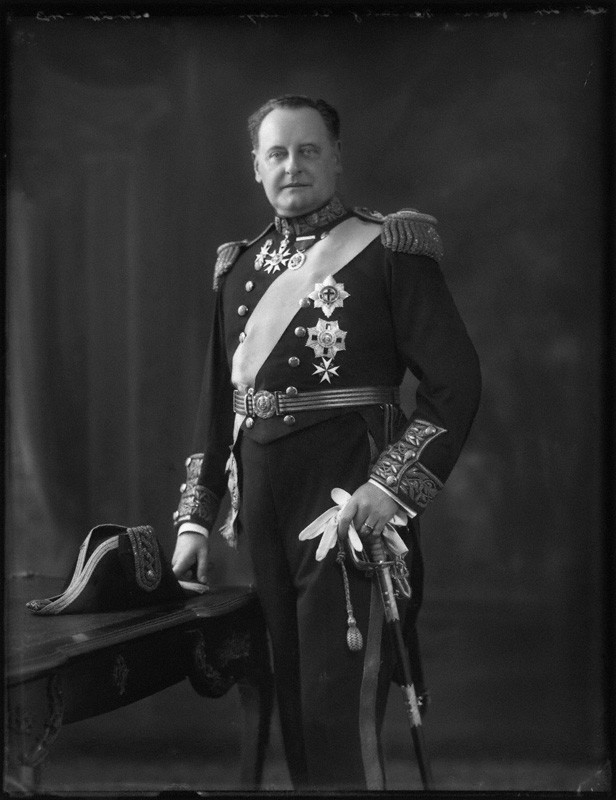
William Lygon, 7. hrabě Beauchamp (1924, Národní portrétní galerie)

Pocházel ze staré šlechtického rodiny Lygonů, která od roku 1815 užívala titul hraběte Beauchampa. Narodil se v Londýně jako nejstarší syn konzervativního politika a nejvyššího komořího 6. hraběte Beauchampa, po matce byl spřízněn s rodinou Stanhope. Studoval v Etonu a Oxfordu, jako otcův dědic užíval jméno vikomt Elmsley. V roce 1891 zdědil po otci majetek zahrnující přes 2 000 hektarů půdy a rodové sídlo Madresfield Court. Jako hrabě Beauchamp vstoupil do Sněmovny lordů. Aktivně se zapojil do politiky, původně jako konzervativec, v letech 1895–1896 byl starostou ve Worcesteru. Jako propagátor zajímavých myšlenek dostal nabídku na post guvernéra v Novém Jižním Walesu (1899–1902), v této funkci se ale neosvědčil. Po návratu do Anglie se připojil k liberálům.
Po nástupu liberálů k moci vstoupil do Campbell-Bannermanovy vlády, nejprve v méně důležité funkci kapitána královské gardy (Captain of the Gentleman-at-Arms, 1905–1907), poté byl lordem nejvyšším hofmistrem (1907–1910, tento post převzal po zemřelém 1. hraběti z Liverpoolu), od roku 1906 byl též členem Tajné rady. V Asquithově vládě zastával krátce post prezidenta Tajné rady (1910), poté byl státním sekretářem veřejných prací (1910–1914) a nakonec znovu prezidentem Tajné rady (1914–1915). Od roku 1911 byl lordem místodržitelem v Gloucesteru a v roce 1913 obdržel čestný úřad lorda strážce pěti přístavů. V roce 1914 získal Podvazkový řád a od roku 1924 byl mluvčím liberálů ve Sněmovně lordů. I když patřil k nejbohatší šlechtě, jako přední liberál prosazoval zvýšení dělnických mezd, výstavbu sociálního bydlení nebo zkrácení pracovní doby pro horníky. V letech 1929–1931 byl též kancléřem londýnské univerzity a získal čestný doktorát na univerzitě v Glasgow.

## Nařčení z homosexuality a exil

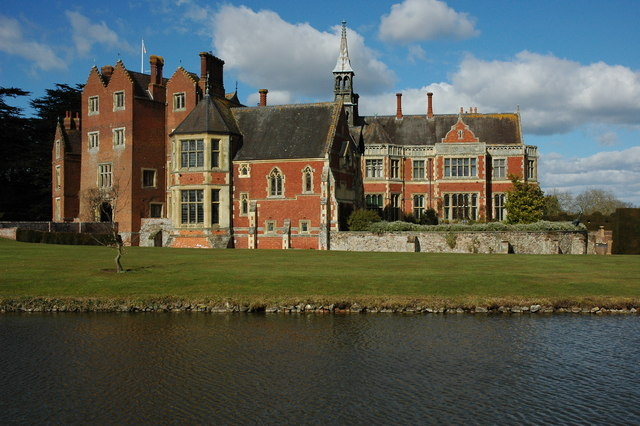
Zámek Madresfield Court (Worcestershire), hlavní sídlo rodu Lygonů

Po první světové válce měli liberálové značně oslabenou pozici, ve Sněmovně lordů je ale nadále reprezentovalo několik vlivných peerů, hrabě Beauchamp byl jedním z nich. Beauchampův švagr vévoda z Westminsteru vedl v Horní sněmovně konzervativce a liberální opozici chtěl zlikvidovat s pomocí intriky, kdy Beauchampa nařkl z homosexuality. O Beauchampově sexuální orientaci se sice vědělo v úzkých kruzích vysoké šlechty, ale protože homosexualita byla v Británii trestná, Westminsterovo nařčení hrozilo veřejným skandálem. Beauchamp proto raději opustil své postavení ve Sněmovně lordů a rezignoval i na čestné úřady. Odešel do Evropy a poté do Spojených států. Zemřel v New Yorku na rakovinu.
Jeho manželkou byla Lettice Grosvenor (1876–1936), sestra 2. vévody z Westminsteru. Jejich syn William Lygon (1903–1979) byl v letech 1929–1939 poslancem Dolní sněmovny a pak po otci 8. hrabětem Beauchampem. Kromě vévody z Westminsteru byli švagry hraběte Beauchampa baron Ampthill, guvernér v Madrasu a ministr pro Indii Samuel Hoare.
Rodové sídlo Madresfield Court (Worcestershire) často navštěvoval spisovatel Evelyn Waugh a hrabě Beauchamp byl předobrazem jedné z hlavních postav lorda Marchmaina v románu Návrat na Brideshead.